# ب‌ب‌کلد
ب.ب.کُلد (به انگلیسی: B.B.Cold)، دارویی گیاهی است که در درمان برخی علایم سرماخوردگی و به صورت موضعی به کار برده می‌شود.
رده درمانی: ضد سرماخوردگی
اشکال دارویی: پماد قوطی ۲۸ گرمی

## اجزای تشکیل دهنده
در ترکیب ب ب کلد مواد زیر موجود می‌باشند:
1. اسانس اکالیپتوس به میزان ۲٪
2. منتول به میزان ۵/۱٪
3. اسانس آویشن به میزان ۵/۰٪

## ترکیبات مؤثر
اسانس اکالیپتوس از مادهٔ مؤثرهٔ سینئول (به میزان ٪۸۵-۷۰ ) تشکیل شده‌است .علاوه بر این مادّه، منوترپن ها(یعنی: لینالول و بورنئول) و همینطور سزکی ترپن ها(مانند: کاریوفیلین) نیز در آن موجود است. 
منتول، مادهٔ مؤثرهٔ اصلی در اسانس نعنا می‌باشد و به میزان ۲۹٪ تا ۴۸٪ در روغن نعنا یافت می‌شود. 
مادهٔ مؤثرهٔ گیاه آویشن نیز، تیمول می‌باشد .

## مکانیسم اثر
با توجه به موارد پیش گفته، آثارفارماکولوژیکی و مکانیسم اثر ب ب کُلد را می‌توان چنین تشریح نمود:
مروری بر خواص مواد متشکلهٔ پماد ب. ب. کلد نشان می‌دهد که این پماد باید دارای خاصیت ضد میکروبی، ضدقارچی، ضد ویروسی و آنتی سپتیک باشد. از طرفی مصرف موضعی این پماد نیز، موجب درمان برونشیت، تنگی نفس و گرفتگی بینی می‌شود. 
منتول موجود در این دارو، وقتی که به صورت موضعی استفاده شود، قادر است که ویروس آنفولانزای نوع A و همچنین ویروس تبخال را از بین ببرد. علاوه بر این، منتول دارای اثرات ضد درد نیز هست که این اثر از طریق مهار انقباضات عضلات ناشی از آزاد شدن سروتونین می‌باشد . 
منتول همچنین باعث تحریک گیرنده‌های حساس به سرما بر روی پوست می‌شود و از این طریق نیز انتقال حس درد به نخاع را تا حدودی مهار می‌نماید. علاوه بر این، منتول بر روی کانال‌های کلسیمی واقع در انتهای نورون‌های حسی اثر انتاگونیستی نشان می‌دهد، که این مکانیسم، موجب اتساع عروق شده و در موضع ایجاد پرخونی می‌نماید .
تیمول در ضمن قادر است که آبریزش بینی را نیز متوقف سازد و علاوه بر این دارای خاصیت خلط آوری نیز می‌باشد و همچنین می‌تواند اسپاسم برونشیول‌ها را نیز، برطرف سازد. ثابت شده که این ترکیب دارای اثرات ضد باکتریایی نیز می‌باشد.
دیگر مادهٔ موجود در ب.ب.کلد، اسانس اوکالیپتوس می‌باشد. استعمال موضعی اسانس اکالیپتوس روی ناحیهٔ سینه وگلو و همینطور استنشاق بخارات حاصل از آن، اثر خلط آوری دارد و همچنین منجر به افزایش ترشحات گلو نیز می‌شود. این ماده همچنین بیوسنتز پروستاگلاندین‌ها را نیز مهار می‌کند و از طریق ایجادپرخونی در مخاط سینه، ناراحتی تنفسی را تا حدی برطرف می‌سازد.
بدین ترتیب مجموعه‌ای از موارد پیش گفته در مورد خواصّ اجزای تشکیل دهندهٔ پماد ب.ب کلد و موادّ مؤثر هریک از آنها، نه فقط به تنهایی عمل می‌نمایند، بلکه در کنار هم آثار یکدیگر را تقویت نموده و نهایتاً موجب بهبود نسبی سرماخوردگی وعلائم تنفسی حاصل از آن می‌گردند.

## موارد مصرف
پماد ب ب کلد در درمان سرماخوردگی، آبریزش و گرفتگی بینی، سرفه و برخی دیگر از علایم مشابه به کار می‌رود.

## طریقه مصرف
- در بالغین و کودکان: در هر شبانه روز، چند مرتبه به‌طور موضعی بر روی پوست ناحیه سینه و گلو مالیده می‌شود .

## موارد احتیاط و منع مصرف
- باید توجه داشت که این دارو به هیچ وجه از راه خوراکی مصرف نمی‌گردد و تنها روش استفاده از آن، استعمال به صورت موضعی می‌باشد.

## عوارض جانبی
پماد ب.ب.کلد ممکن است در افراد حساس، باعث بروز واکنش‌های آلرژیک بشود.